# Jochberg (Gemeinden Hollersbach, Mittersill)
Jochberg ist eine Streubesiedlung am Pass Thurn im Oberpinzgau im Land Salzburg, und Ortschaft und Katastralgemeinde der Gemeinde Hollersbach im Pinzgau, sowie Ortschaft der Gemeinde Mittersill, im Bezirk Zell am See. Der Pass leitet nach Tirol, dort liegt mit Dorf und Gemeinde Jochberg der Rest der Ortslagen der Passlandschaft.

## Geographie

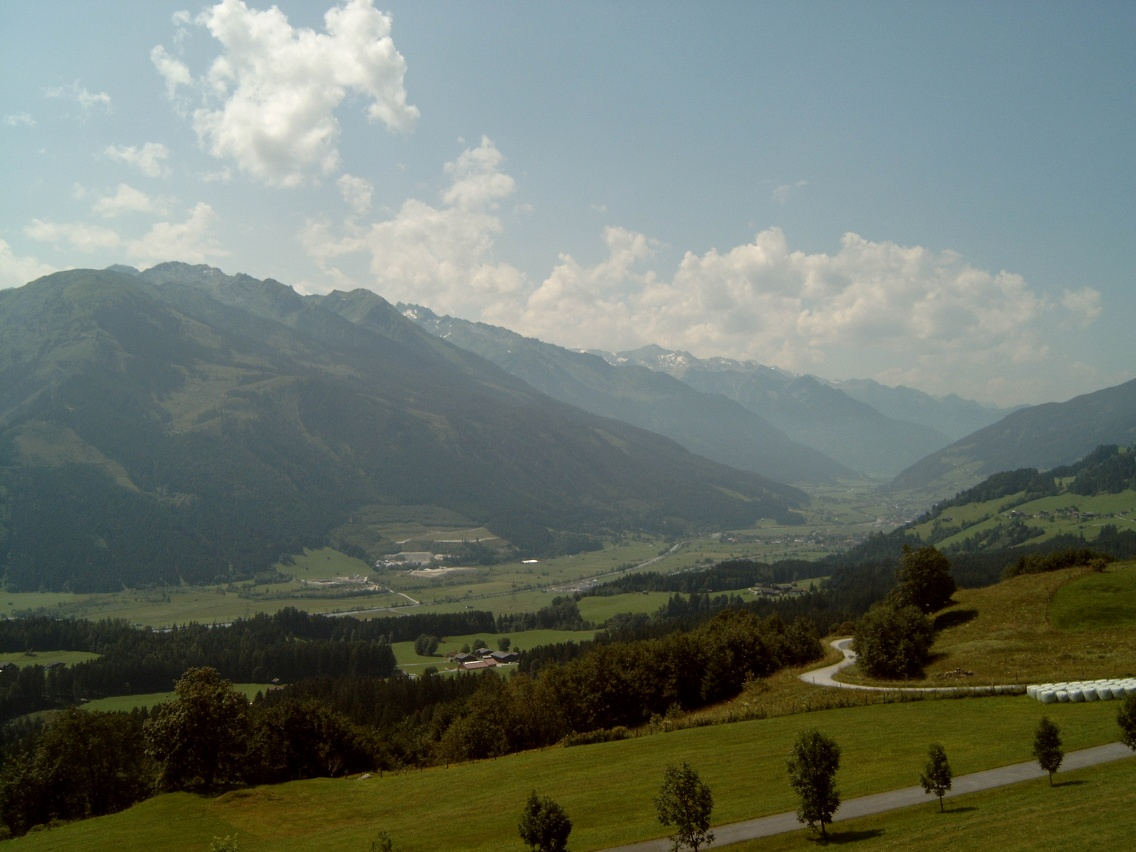
Blick über Jochbergthurn und Jochberg (ganz rechts), ins Salzachtal einwärts und auf die Vorberge des Venediger

Die zerstreuten Häuser Jochberg liegen oberhalb des Salzachtals, am Sonnhang, der linken Talseite, bis hinauf an den Pass Thurn (1274 m ü. A.) und die Resterhöhe (1894 m ü. A.) der Kitzbüheler Alpen. Dabei gehören die unteren Lagen zu Hollersbach, die oberen, an der Pass Thurn Straße (B 161) und im Berggebiet, zu Mittersill.
Die beiden Ortschaften umfassen zusammen um die 50 Gebäude mit etwa 140 Einwohnern, davon der Gutteil im Hollersbacher Gemeindegebiet.
Zu den Ortschaftsgebieten gehören, den Berg hinauf, die Einzellagen Krammer(n) und Lahn, die eigentliche Streusiedlung Jochberg mit Seetal, die Einzellagen Oberholzlehen, Alpschwend (alle Gem. Hollersbach), Gasthof Breitmoos an der B161, und dann die Ortslagen des Schigebiets der Resterhöhe, das sind insbesondere Gasthof Resterhöhe und die Moseralm (letztere alle Mittersill).
Zur Hollersbacher Katastralgemeinde gehören auch die Ortschaften Grubing, Lämmerbichl und Rettenbach am Bergfuß.
Die Ansiedlung am Pass Thurn selbst gehört nicht zu Jochberg, sondern zu Paßthurn von Mittersill. Weitere Ortslagen in Mittersill, südöstlich anschließend, heißen Jochbergthurn.
Zusammen mit dem Tiroler Teil erstreckt sich Jochberg über 15 km Nord-Süd, fast die Ganze Strecke Mittersill–Kitzbühel.
Nachbarortschaften und -katastralgemeinden
|                                                                                         | Jochberg (Ortsch., KG u. Gem., Bez. Kitzbühel, Tir.) |                                                                                              |
| Mühlberg (Ortsch. u. KG, Gem. Bramberg a.Wk.) Schweinegg (Ortsch., Gem. Bramberg a.Wk.) | Kompassrose, die auf Nachbargemeinden zeigt          | Paßthurn (Ortsch. u. KG, Gem. Mittersill) Jochbergthurn (Ortsch., Gem. Mittersill)           |
| Grubing (Ortsch., Gem. Hollersbach i.P.) Mühlbach (KG, Gem. Bramberg a.Wk.)             | Hollersbach (KG, Gem. Hollersbach i.P.)              | Lämmerbichl (Ortsch., Gem. Hollersbach i.P. u. Mittersill) Spielbichl (KG., Gem. Mittersill) |

## Geschichte
Ursprünglich hieß die ganze Gegend am und um den heutigen Pass Thurn Jochberg, später wurde der Pass als Thurntauern, und in jüngerer Zeit dann als Pass Thurn bezeichnet. Der Name erscheint als Turentauern schon in einer Urkunde 1292 und ist bis in das frühe 20. Jahrhundert geläufig, solange das Tauernhaus Jochberg und das Spital auf der Weitau (beide Tiroler Seite) in Betrieb waren.
Bis 1803 gehörten beide Seiten des Passes zum Fürsterzbistum Salzburg, und noch bis 1810 zum Herzogtum Salzburg, und der Pass Thurn war ein innerstaatlicher Bergübergang, sodass sich der gemeinsame alte Ortsname erhalten hat. Die Ortsgemeinden wurden erst ab 1848, nach der Revolution, geschaffen.

1936 wurden, im Zuge der Vereinigung von Mittersill-Markt und -Land, einige Gebiete am Jochberg an Hollersbach abgetreten. 1939–1945, als nach dem Anschluss allerorten in Österreich Großgemeinden konstruiert wurden, war dann Hollersbach komplett nach Mittersill eingemeindet, das wurde wieder aufgehoben.
1959 wurde das Schigebiet Resterhöhe errichtet, 2005 die Gondelbahn, die Hollersbach mit dem Skigebiet am Pass Thurn verbindet.

## Infrastruktur und Tourismus
Erreichbar sind die oberen Ortslagen auf der Pass Thurn Straße von Mittersill, sonst ist der Hang von den Talorten Rettenbach, Hollersbach und Dorf mit etlichen Gemeindestraßen und Güterwegen erschlossen.
Die Panoramabahn Kitzbüheler Alpen, führt von Grubing über Lahn – Seetal zum Endanstieg der Pass Thurn Straße, mit einer Mittelstation auf ca. 1200 m, und dann hinauf auf die Resterhöhe. Am Pass Thurn beginnt die 6er Sesselbahn Resterhöhe, die 4er Sesselbahn Resterkogel führt dann von Norden auf den Gipfel.
Der Jochberg ist – wie die ganze Salzachtalsonnseite – gutes und leichtes Wander- und Bergradareal. Der Arnoweg, ein salzburgweiter Wanderweg, führt Pass Thurn-Resterhöhe (Hohenweg am Kitzbühler Hauptkamm, Abschnitt 2 Pinzgauer Grasberge, Etappe 17), der Zentralalpenweg (Variante 02A) quert, von Mittersill kommend, von der Passhöhe am Wasenmoos–Oberholzlehen–Alpschwend–Schweinegg hinunter nach Mühlbach.

## Namensgebend
Nach der Ortschaft benannt ist die ab 1834 hier gezüchtete Rinderrasse Jochberger Hummel.